# Campionati europei under 23 di lotta 2021
I campionati europei di under 23 lotta 2021 si sono svolti a Skopje, in Macedonia del Nord, dal 17 al 23 maggio 2021. Sono stati la 6ª edizione della manifestazione continentale per lottatore di età inferiore ai 23 anni. Si sono svolti 30 tornei di cui 10 di lotta greco-romana e 20 di lotta libera, 10 femminile e 10 maschile.

## Podi

### Uomini

#### Lotta libera
| Evento | Oro                 | Argento            | Bronzo                  |
| 57 kg  | Akhmed Idrisov      | Aliabbas Rzazade   | Simone Vincenzo Piroddu |
| 57 kg  | Akhmed Idrisov      | Aliabbas Rzazade   | Ramaz Turmanidze        |
| 61 kg  | Teimuraz Vanishvili | Razmik Papikyan    | Ruhan Hyusnyu Rasim     |
| 61 kg  | Teimuraz Vanishvili | Razmik Papikyan    | Emrah Ormanoğlu         |
| 65 kg  | Erik Arushanian     | Abdulmazhid Kudiev | Cavit Acar              |
| 65 kg  | Erik Arushanian     | Abdulmazhid Kudiev | Ziraddin Bayramov       |
| 70 kg  | Dzhabrail Gadzhiev  | Nicolai Grahmez    | Arman Andreasyan        |
| 70 kg  | Dzhabrail Gadzhiev  | Nicolai Grahmez    | Inalbek Sheriev         |
| 74 kg  | Chermen Valiev      | Hrayr Alikhanyan   | Vladimeri Gamq'relidze  |
| 74 kg  | Chermen Valiev      | Hrayr Alikhanyan   | Georgios Kougioumtsidis |
| 79 kg  | Ramazan Sarı        | Khalid Iakhiev     | Valentyn Babii          |
| 79 kg  | Ramazan Sarı        | Khalid Iakhiev     | Arman Avagyan           |
| 86 kg  | Amanula Rasulov     | Orkhan Abasov      | Denys Sahalıuk          |
| 86 kg  | Amanula Rasulov     | Orkhan Abasov      | Emre Çiftçi             |
| 92 kg  | Erhan Yaylacı       | Osman Nurmagomedov | Gheorghe Erhan          |
| 92 kg  | Erhan Yaylacı       | Osman Nurmagomedov | Azamat Zakuev           |
| 97 kg  | Aslanbek Sotiev     | Radu Lefter        | Islam Ilyasov           |
| 97 kg  | Aslanbek Sotiev     | Radu Lefter        | Aliaksei Parkhomenka    |
| 125 kg | Anıl Kılıçsallayan  | Atsamaz Tebloev    | Vakhit Galayev          |
| 125 kg | Anıl Kılıçsallayan  | Atsamaz Tebloev    | Yaraslau Slavikouski    |

#### Lotta greco-romana
| Evento | Oro               | Argento              | Bronzo                |
| 55 kg  | Zaur Aliyev       | Adem Uzun            | Bajram Sina           |
| 55 kg  | Zaur Aliyev       | Adem Uzun            | Mavlud Rizmanov       |
| 60 kg  | Anvar Allakhiarov | Ihor Kurochkin       | Uladzislau Prybylski  |
| 60 kg  | Anvar Allakhiarov | Ihor Kurochkin       | Tigran Minasyan       |
| 63 kg  | Hrachya Poghosyan | Niklas Oehlen        | Rakhman Tavmurzaev    |
| 63 kg  | Hrachya Poghosyan | Niklas Oehlen        | Aliaksandr Pechurenka |
| 67 kg  | Krisztian Vancza  | Kadir Kamal          | Ivo Krasimirov Iliev  |
| 67 kg  | Krisztian Vancza  | Kadir Kamal          | Hasrat Jafarov        |
| 72 kg  | Malkhas Amoyan    | Andrii Kulyk         | Sergey Kutuzov        |
| 72 kg  | Malkhas Amoyan    | Andrii Kulyk         | Idris Ibaev           |
| 77 kg  | Sergei Stepanov   | Per Albin Olofsson   | Erkan Ergen           |
| 77 kg  | Sergei Stepanov   | Per Albin Olofsson   | Samvel Grigoryan      |
| 82 kg  | Shamil Ozhaev     | Tamas Levai          | Yauheni Yurou         |
| 82 kg  | Shamil Ozhaev     | Tamas Levai          | Aivengo Rik'adze      |
| 87 kg  | Aleksandr Komarov | Temuri Tchkuaselidze | Istvan Takacs         |
| 87 kg  | Aleksandr Komarov | Temuri Tchkuaselidze | Gevorg Tadevosyan     |
| 97 kg  | Artur Sargsian    | Giorgi Katsanashvili | Markus Ragginger      |
| 97 kg  | Artur Sargsian    | Giorgi Katsanashvili | Michail Iosifidis     |
| 130 kg | Mikhail Laptev    | David Ovasapyan      | Fatih Bozkurt         |
| 130 kg | Mikhail Laptev    | David Ovasapyan      | Dariusz Attila Vitek  |

### Donne

#### Lotta libera
| Evento | Oro                   | Argento             | Bronzo                |
| 50 kg  | Maria Tyumerekova     | Anastasiya Yanotava | Aynur Erge            |
| 50 kg  | Maria Tyumerekova     | Anastasiya Yanotava | Liliia Malanchuk      |
| 53 kg  | Ekaterina Verbina     | Zeynep Yetgil       | Alicja Czyzowicz      |
| 53 kg  | Ekaterina Verbina     | Zeynep Yetgil       | Mariia Vynnyk         |
| 55 kg  | Khrystyna Demko       | Aleksandra Skirenko | Dominika Kulwicka     |
| 55 kg  | Khrystyna Demko       | Aleksandra Skirenko | Esra Pul              |
| 57 kg  | Alina Akobiia         | Patrycja Gil        | Viktoriia Vaulina     |
| 57 kg  | Alina Akobiia         | Patrycja Gil        | Othelie Høie          |
| 59 kg  | Anastasia Nichita     | Tamara Dollak       | Solomiia Vynnyk       |
| 59 kg  | Anastasia Nichita     | Tamara Dollak       | Krystsina Sazyakina   |
| 62 kg  | Tetiana Rizhko        | Tatsiana Paulava    | Anhelina Lysak        |
| 62 kg  | Tetiana Rizhko        | Tatsiana Paulava    | Mariia Lachugina      |
| 65 kg  | Irina Rîngaci         | Kateryna Zelenykh   | Eyleen Sewina         |
| 65 kg  | Irina Rîngaci         | Kateryna Zelenykh   | Kamila Kulwicka       |
| 68 kg  | Oksana Chudyk         | Vusala Parfianovich | Nesrin Baş            |
| 68 kg  | Oksana Chudyk         | Vusala Parfianovich | Ewelina Ciunek        |
| 72 kg  | Wiktoria Choluj       | Marina Surovtseva   | Anastasiya Zimiankova |
| 72 kg  | Wiktoria Choluj       | Marina Surovtseva   | Non attribuita        |
| 76 kg  | Evgeniia Zakharchenko | Ayşegül Özbege      | Enrica Rinaldi        |
| 76 kg  | Evgeniia Zakharchenko | Ayşegül Özbege      | Diana Vlasceanu       |

## Classifica squadre
| Pos. | Lotta libera maschile | Lotta libera maschile | Lotta greco-romana | Lotta greco-romana | Lotta libera femminile | Lotta libera femminile |
| Pos. | Squadra               | Punti                 | Squadra            | Punti              | Squadra                | Punti                  |
| ---- | --------------------- | --------------------- | ------------------ | ------------------ | ---------------------- | ---------------------- |
| 1    | Russia                | 196                   | Russia             | 203                | Ucraina                | 183                    |
| 2    | Turchia               | 150                   | Armenia            | 123                | Russia                 | 167                    |
| 3    | Azerbaigian           | 140                   | Turchia            | 106                | Polonia                | 128                    |
| 4    | Georgia               | 103                   | Georgia            | 102                | Turchia                | 116                    |
| 5    | Ucraina               | 99                    | Ungheria           | 89                 | Bielorussia            | 112                    |